# Хроніка Кам'янця-Подільського
Хро́ніка Кам'янця́-Поді́льського — рукописне історичне джерело з історії України 1440—1678 років. Автор невідомий.
Хроніка збереглася не повністю.
- у першій частині, що охоплює події з 1441 до 1611 року, містяться відомості про князя Костянтина Острозького, Берестейську церковну унію, про повстання Наливайка тощо;
- у другій описано події з 1654 до 1678 року, зокрема часів Визвольної війни, наведені факти з життя та діяльності Богдана Хмельницького, інших гетьманів, козацької старшини.

Твір написаний живою українською мовою 17 століття.